# Renault Type JS
Der Renault Type JS war ein Personenkraftwagenmodell der Zwischenkriegszeit von Renault. Er wurde auch 18 CV genannt.

## Beschreibung
Die nationale Zulassungsbehörde erteilte am 10. November 1921 seine Zulassung. Vorgänger war der Renault Type IQ mit einem Vierzylindermotor. 1923 löste der Nachfolger Renault Type KD das Modell ab.
Der wassergekühlte Sechszylindermotor mit 80 mm Bohrung und 140 mm Hub hatte 4222 cm³ Hubraum. Die Motorleistung wurde über eine Kardanwelle an die Hinterachse geleitet. Die Höchstgeschwindigkeit war je nach Übersetzung mit 55 km/h bis 77 km/h angegeben.
Bei einem Radstand von 356 cm und einer Spurweite von 150 cm war das Fahrzeug zwischen 464,5 cm und 470 cm lang und zwischen 170 cm und 176 cm breit. 1923 war auch ein Fahrgestell mit 375 cm Radstand verfügbar. Der Wendekreis war mit 14 bis 15 Metern angegeben. Das Fahrgestell wog 1350 kg, das Komplettfahrzeug 1900 kg. Zur Wahl standen Torpedo, Limousine und Landaulet.
Das Fahrgestell kostete 35.000 Franc, ein Torpedo 44.000 Franc und eine Coupé-Limousine 50.000 Franc. Vorderradbremsen waren gegen Aufpreis von 3000 Franc lieferbar.